# Consuelo Vidal
Consuelo Calzada Vidal (El Paso, Texas, 2 de febrero de 1929-Ciudad de México, 31 de enero de 1970), conocida como Consuelo «Chelo» Vidal, fue una cantante estadounidense. Cantó en programas radiofónicos de la XEW.

## Biografía
Nació en la ciudad de El Paso, Texas, el 2 de febrero de 1929, hija de Eutimio Calzada, originario de Monterrey, Nuevo León y de Margarita Vidal, originaria de la ciudad de Chihuahua. Se crio en El Paso, Texas y en el Estado de Chihuahua. Empezó a cantar desde muy pequeña, siendo el tango su género musical favorito. Cuando tenía ocho años de edad ganó un concurso de aficionados.
Se recibió de secretaria bilingüe (español e inglés) y se inició en esa profesión trabajando en El Palacio de Hierro de la Ciudad de México, pero cuando la invitaron a cantar en la XEW decidió emprender una carrera como cantante.
A principios de la década de los cincuenta participó en la película La tienda de la esquina (1951), cantando el bolero «Irremediablemente sola».
En 1952, se convirtió en la intérprete del compositor Agustín Lara y cantó con él en programas de radio y televisión. También realizaron una gira por Brasil, Cuba, Guatemala, El Salvador, Honduras, Nicaragua, Costa Rica y Panamá. Como solista cantó en Estados Unidos, Colombia y Venezuela.
En 1954, grabó para RCA Víctor la canción «La noche es larga», acompañada de la orquesta de Chucho Zarzosa. 
En 1957, firmó un contrato de exclusividad con Discos Orfeón y grabó el álbum Mensaje al corazón, que contiene los temas «La pastora», «Refúgiate en mí», «Palabras ajenas», «Niebla», «Eso y más», «Todo y nada», «Camino verde», «Celoso», «Y si supieras», «Un segundo después», «La luna rosa» y «Qué voy a hacer».
En la década de los sesenta grabó para Discos Orfeón un álbum con diez canciones de Agustín Lara: «Amor de mis amores», «Contraste», «Tonadita», «Piensa en mi», «Enamorada», «Piénsalo bien», «Cabellera blanca», «Imposible», «Rival» y «Cuando vuelvas». El disco se llama Música de Agustín Lara y el acompañamiento estuvo a cargo del conjunto de Carlos Águila.
Se casó con el cantante José Antonio Duval (nombre artístico de José Antonio Dussauge Ortiz) y tuvo cuatro hijos: José Luis Duval, Lourdes, Alfredo y la actriz Consuelo Duval.

### Muerte
Falleció el 31 de enero de 1970, 2 días antes de cumplir 41 años.